# Kyōko Enami
Kyoko Enami (江波 杏子 Enami Kyōko?, 15 de octubre de 1942 – Toquio, 27 de octubre de 2018) fue una actriz de cine y televisión japonesa.

## Carrera
Enami era hija de la actriz Kazuko Enami. Fue fichada por los estudios  Daiei Film en 1959 e hizo su debut en el cine con la película de 1960 Ashita kara otona da. Su primer papel protagonista fue el de Noboriryū no Ogin en Onna no toba (1966) con un éxito considerable y que el encasilló en el tipo de papeles de "Mujer ludópata" y con lo que haría 17 películas. Ganó el premio Kinema Junpo a la mejor actriz por Tsugaru Jongarabushi (1973).
Murió en el Hospital de Toquio el 27 de octubre de 2018 de un enfisema pulmonar, habiendo participado en un drama radiofócnio dinco días antes.

## Filmografía seleccionada
Cine
- Ashita kara otona da (1960)
- Her Brother (1960)
- Kujira Gami (1962)
- Gamera vs. Barugon (1966)
- Onna no toba (1966)
- Tsugaru Jongarabushi (1973)
- Akô-jô danzetsu (1978)
- Nihon no Fixer (1979)
- KT (2002)
- Gekijôban Ôran kôkô hosutobu (2012)

Televisión
- G-Men '75 (1982)
- Kawaite sōrō (1984)
- Ōoku (2005), Keishō'in
- Carnation (2011–2012)
- Ghost Writer (2015)
- Kabukimono Keiji (2015)